# Fundulus confluentus
Fundulus confluentus är en fiskart som beskrevs av Goode och Bean, 1879. Fundulus confluentus ingår i släktet Fundulus och familjen Fundulidae. Inga underarter finns listade i Catalogue of Life.